# Brouwerij Angerik
Brouwerij Angerik is een Belgische brouwerij te Dilbeek in de provincie Vlaams-Brabant. Ze brouwen een pilsbier, hooggegiste bieren en lambiekbieren.

## Geschiedenis
Microbrouwerij Angerik werd in 1997 in Zellik opgericht door de twee schoonbroers Erik De Cuyper en Angelo Buyse, als uit de kluiten gewassen hobby. De naam Angerik is een samentrekking van hun beide voornamen: Angelo & Erik. Ze noemden hun bieren 'Boerke'. In 2002 verhuisde de brouwerij naar Dilbeek met enkel nog Erik als brouwer. Hij verbouwde zijn voormalige garage-carrosserie in de Snakkaertstraat tot een microbrouwerij. In 2010 werd de productie herleid tot een minimum omdat het voor hem niet meer te combineren viel met zijn hoofdjob. Er werden maar enkele brouwsels per jaar meer gemaakt.
Eind 2015 kreeg Brouwerij Angerik een nieuw elan nadat Eriks zoon Sam De Cuyper de zaak voltijds overnam. Hij herdoopte hun bier 'Boerke' in 'Dilleke', een verwijzing naar het dorp Dilbeek, waar het wordt gebrouwen. Het figuur van Boerke op de vroegere bieretiketten werd wel behouden als logo van de brouwerij. In 2017 op de World Beer Awards won de brouwerij in de categorie pale ale een gouden medaille met dit bier, waarvan de productie toen maandelijks ongeveer 2.000 liter was. Ter plaatse werd ook een café opgestart dat enkel op zaterdagnamiddag open is.
Sinds 2021 brouwt Sam in beperkte volumes ook lambiekbieren onder de naam 'Cuvée Kluysbosch', genoemd naar het bos vlak bij de brouwerij. Op de Beer Awards 2023 won zijn Lambiek-Cider via online stemming een gouden medaille in de categorie fruitbieren.
In 2024 werd een pilsbier met de naam 'Jaak' aan het assortiment toegevoegd.

## Bieren
- Dilleke, pale ale
- Indian Summer, India Pale Ale
- Hello Darkness, haverstout
- Lady in Red, kriekenbier
- Jaak, pilsbier

### Cuvée Kluysbosch
- Lambiek op bag-in-box (3L)
- Lambiek Islay Whisky Barrel Aged
- Saison Apricot Brandy Barrel Aged
- Lambiek - Cider
- Lambiek - Framboos
- Lambiek - Vijgen

## Fotogalerij

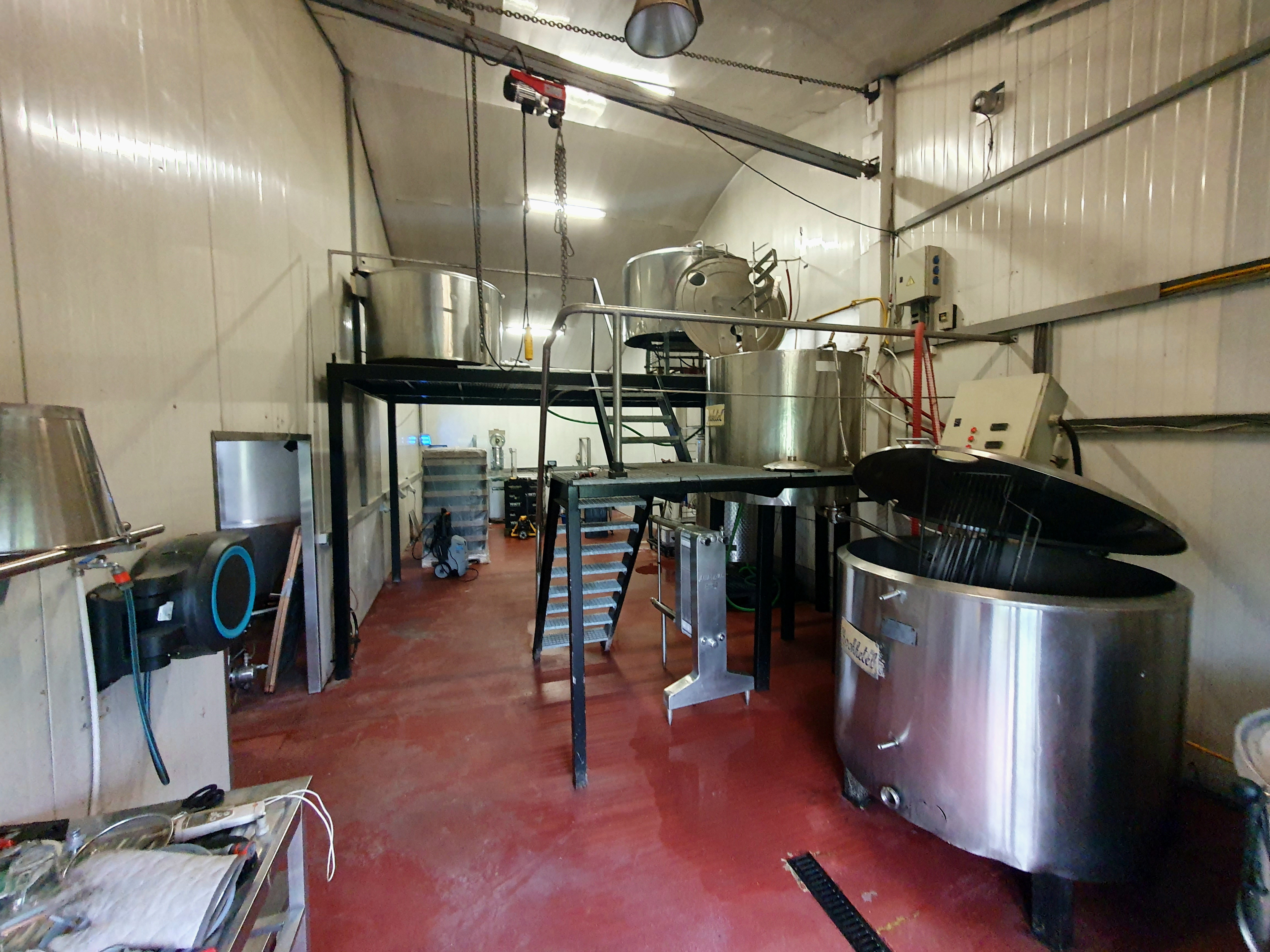
Brouwinstallatie
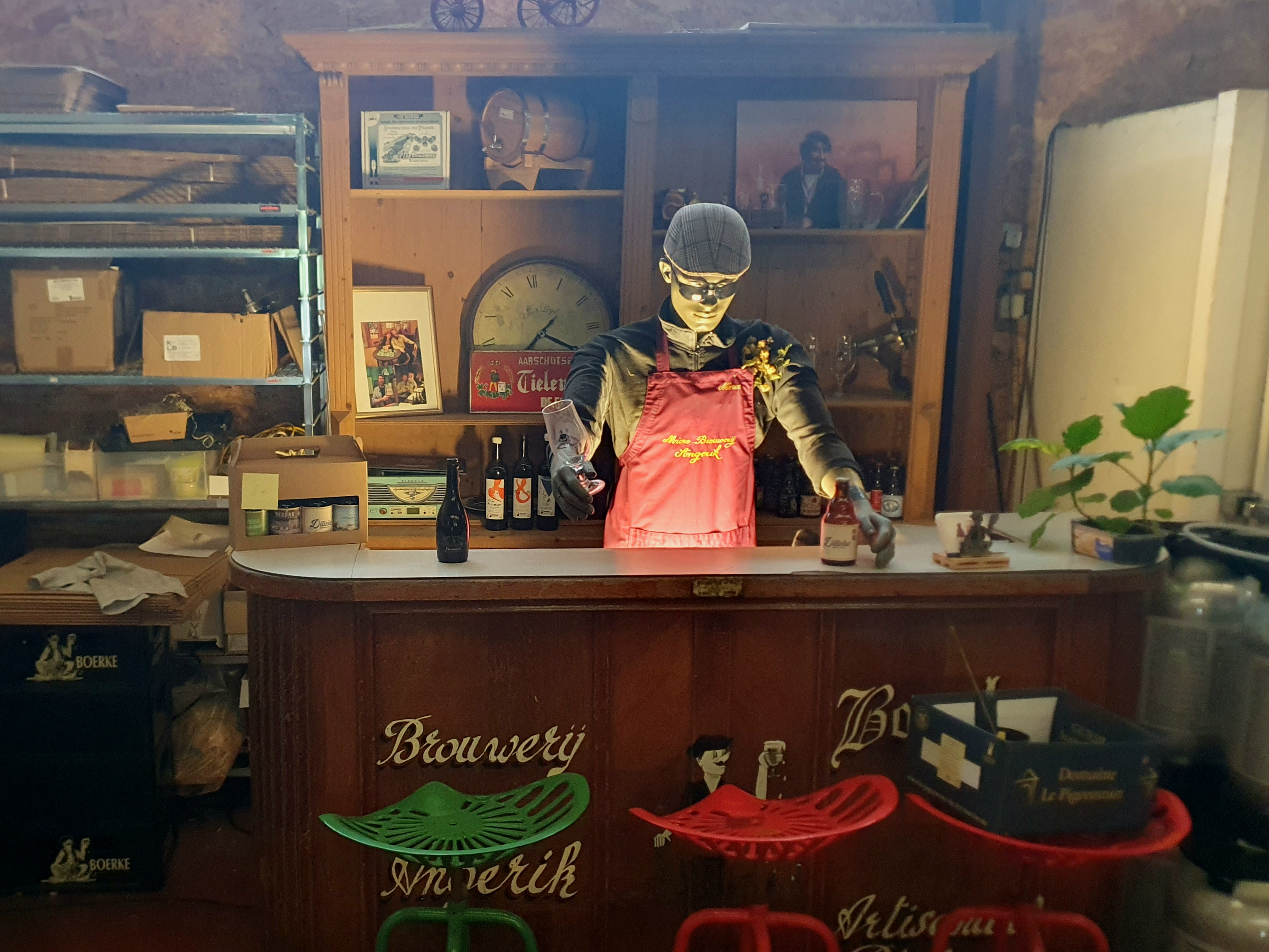
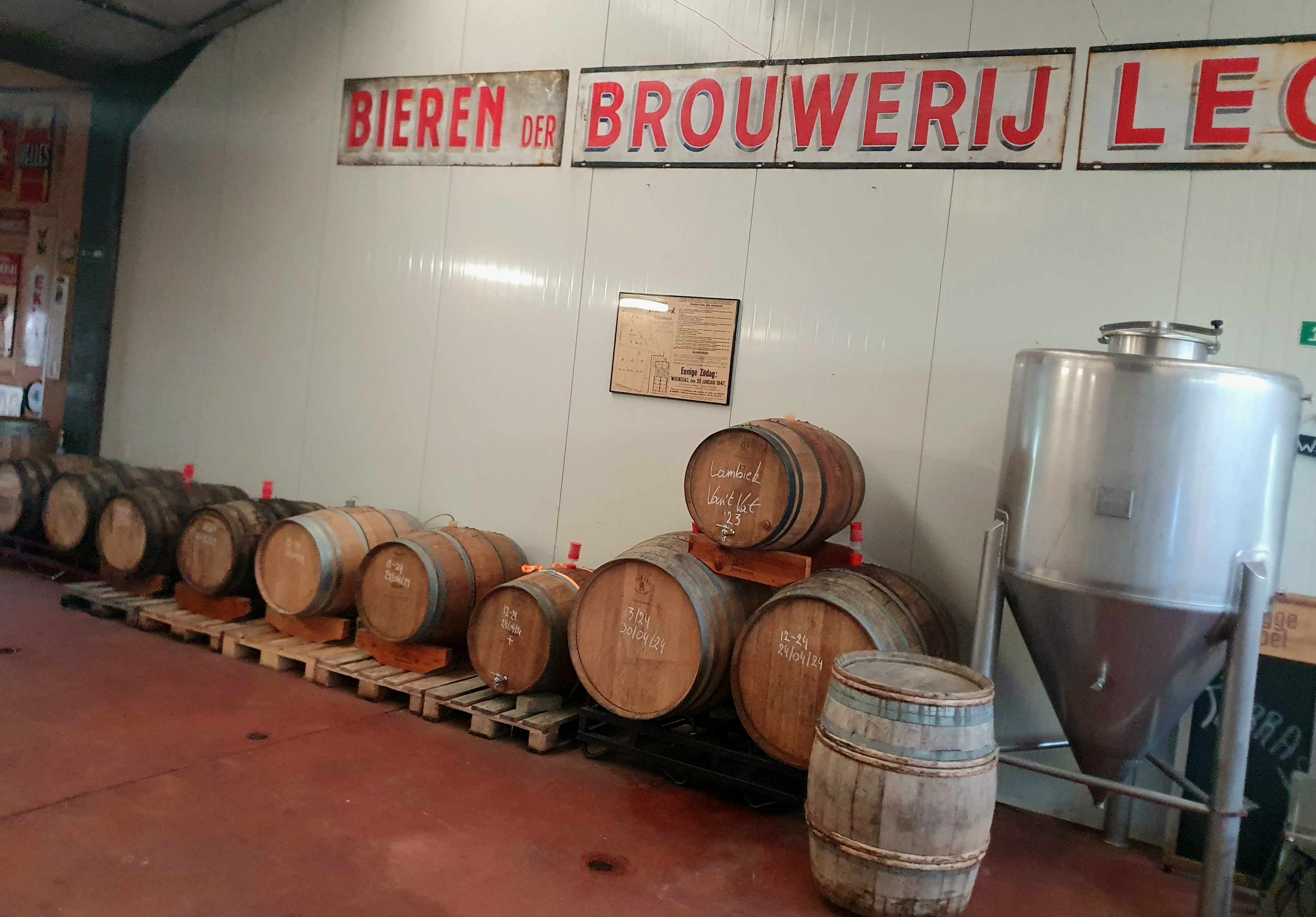
Lambiekvaten
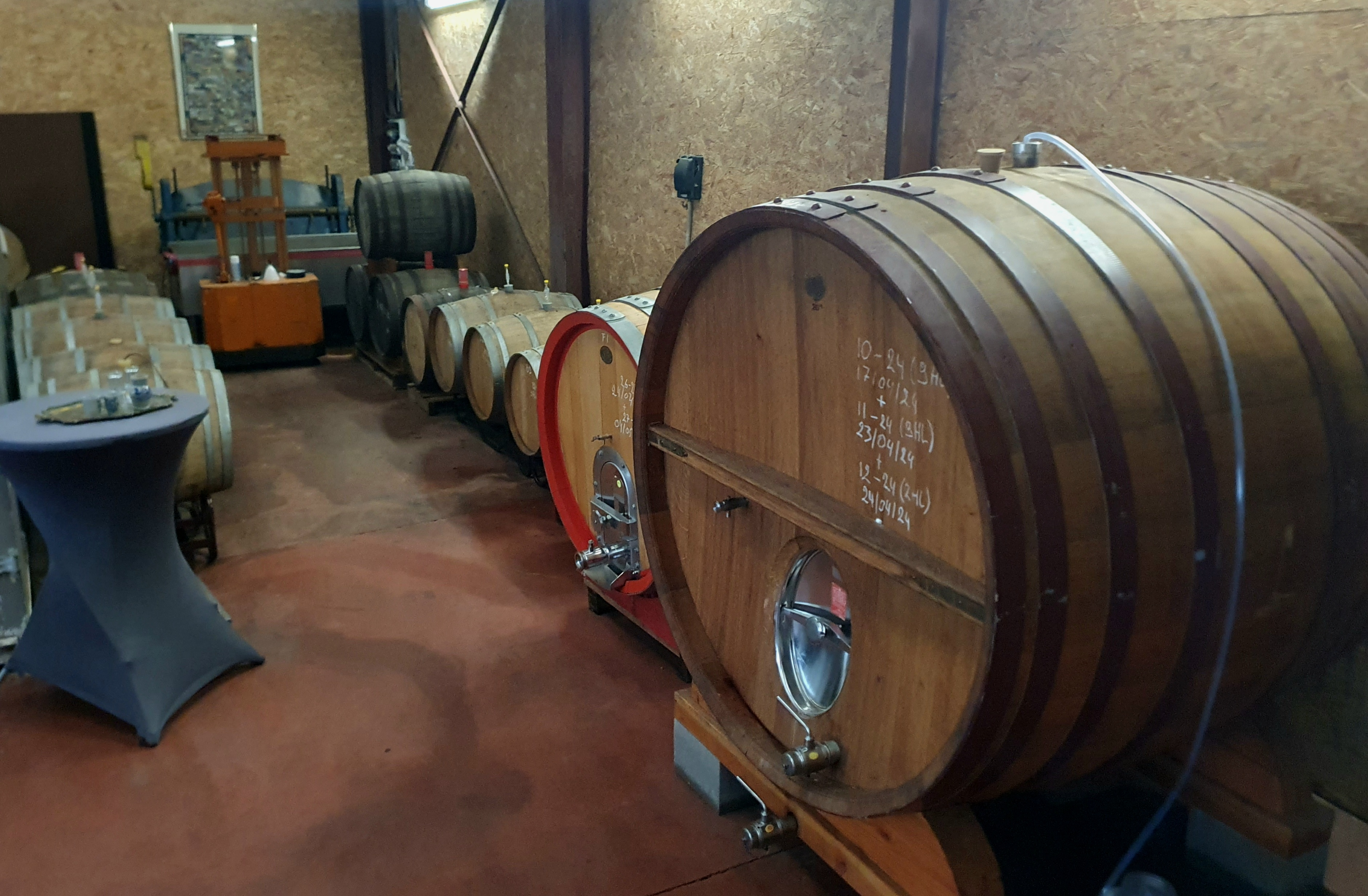
Lambiek-foeder
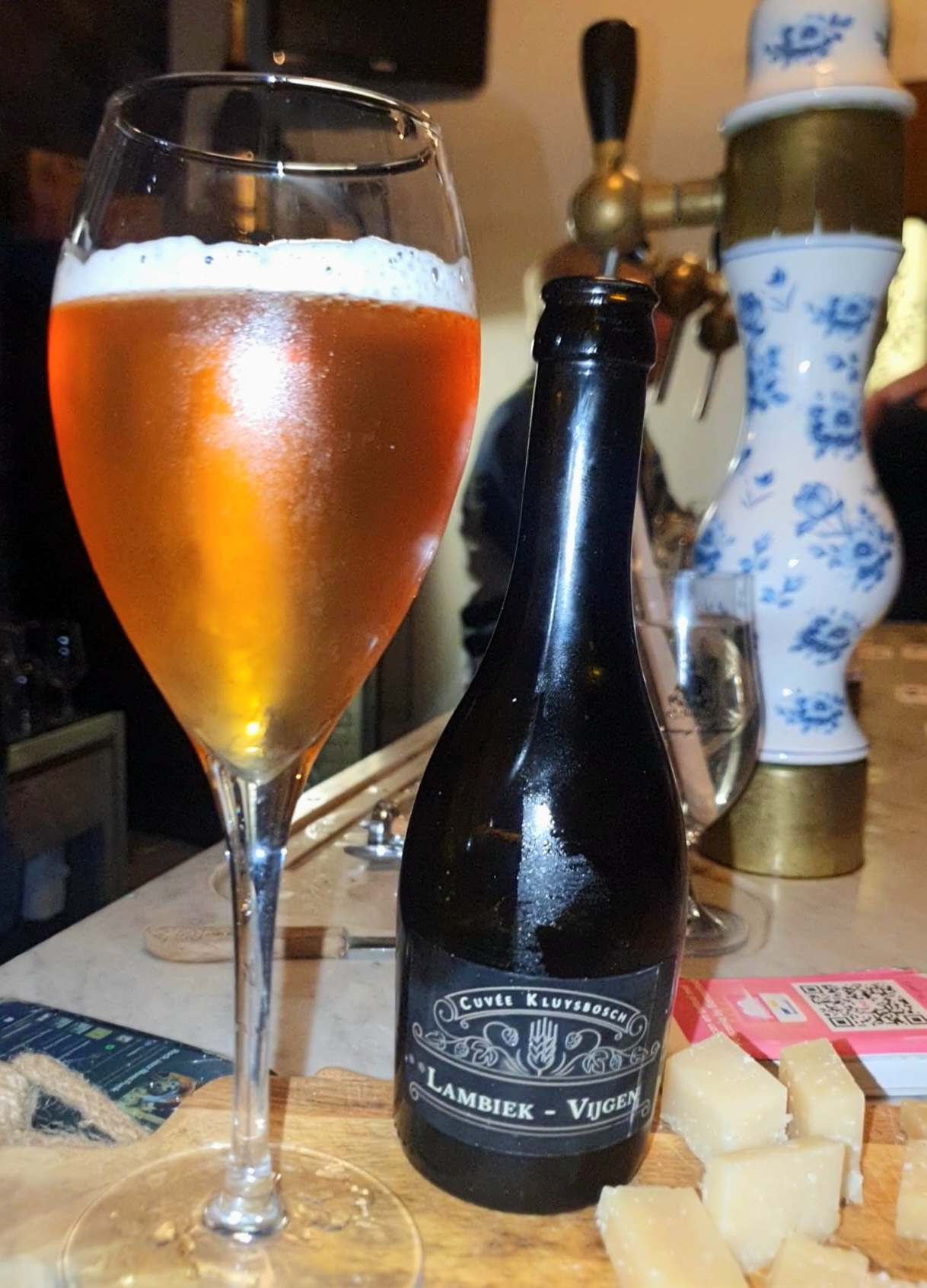
Cuvée Kluysbosch Lambiek-Vijgen